# 26963 Palorapavý
26963 Palorapavý là một tiểu hành tinh vành đai chính với chu kỳ quỹ đạo là 1510.0511521 ngày (4.13 năm).
Nó được phát hiện ngày 13 tháng 8 năm 1997.